# Sakk (musical)
A Sakk (angolul: Chess) egy musical, melynek szövegét Tim Rice írta, zenéjét a két volt ABBA-tag, Björn Ulvaeus és Benny Andersson szerezte. A történet a hidegháború légkörében, a sakkvilágbajnokságon kibontakozó szerelmi háromszög története, mely az amerikai és az orosz sakkmester, valamint egy magyar születésű nő között fonódik, aki ez előbbi menedzsere, de az utóbbiba szeret bele. Mind az USA, mind a Szovjetunió mindent megtesz azért, hogy propagandacélokra használja fel a világbajnokság alakulását. Bár a szereplők nem valós személyek, az amerikai játékos személye Bobby Fischer nagymester alakjából ered, míg a cselekmény elemei Viktor Korcsnoj és Anatolij Karpov nagymesterek pályafutására emlékeztetnek.
A Jézus Krisztus szupersztár és az Evita bevált szokását követve, a musical először egy kiugróan sikeres koncepcióalbumon jelent meg 1984-ben. A Sakk színházban először 1986-ban a londoni West Enden volt látható, ahol három évig futott. A nagy mértékben átdolgozott amerikai változat a Broadwayen debütált 1988-ban, de csak két hónapig maradt műsoron. Ezen változat második felvonása Budapesten játszódott. A Sakkot rendszeresen dolgozzák át az újabb bemutatók alkalmával, melyek közül sok a londoni és a New York-i változatból is kölcsönöz elemeket; azonban egy jelentősebb bemutató sem alapult azóta csak a West End-i, vagy csak a broadwayi verzión.
A Sakk hetedik helyen végzett a BBC Radio 2 hallgatói listáján, a „Nagy-Britannia első számú, kihagyhatatlan musicalje” kategóriában.
Magyarországon az Arizona-Rock Színházi Társulás mutatta be Romhányi Ágnes fordításában 1992. május 31-én, három évvel később pedig a Rock Színház tűzte műsorára a Rock Színsátorban. 2010-től a PS Produkció repertoár előadása. A 2013/2014-es évadban pedig a győri Nemzeti Színházban volt látható-hallható

## Keletkezése
Tim Rice már az 1970-es években tervezte egy, a hidegháborúról szóló musical megírását. Akkori szerzőtársával, Andrew Lloyd Webberrel a kubai rakétaválság történetét szerették volna elmesélni. 1979-ben jutott eszébe, hogy az amerikai–szovjet sakkrivalizálás motívumán keresztül közelíti meg a témát, miután tudomására jutott az „évszázad meccsét” (Bobby Fischer és Borisz Szpasszkij) övező politikai csatározás. Szerzőtársa, Lloyd Webber ebben az időszakban a Macskák című musicaljén dolgozott, így Richard Vos amerikai producer azt tanácsolta Rice-nak, hogy dolgozzon Anderssonnal és Ulvaeusszal helyette, mivel ők épp új ABBA-n kívüli projektet kerestek. Rice, aki ABBA-rajongónak vallotta magát, elfogadta az ötletet. Később azt írta, semmilyen fenntartása nem volt velük szemben, mivel „mindig volt valami színházi az ABBA-stílusban.” Rice 1981 decemberében, Stockholmban találkozott először a duóval, hogy megtárgyalják a koncepciót (Vos szintén részt vett a találkozón), és hamarosan aláírtak a projekthez. (Az ABBA egy évvel később felbomlott, melyet követően Rice azzal viccelt, hogy „lehet, hogy ez az én hibám”.)
Rice, Andersson és Ulvaeus 1983-ban végig a musical zenéjén és dalszövegein dolgoztak. Rice leírta az általa tervezett számok hangulatát, mely alapján Andersson és Ulvaeus megírták, felvették és elküldék Rice-nak a zenét, amelyhez Rice hozzáillő dalszöveget írt. Néhány dal anyaga merített Andersson és Ulvaeus korábbi ABBA-nak írt munkáiból: az I Know Him So Well kórusa például az ABBA 1977-es turnéjából ismert I Am An A kórusára alapul, míg az Anthem kórusa az Our Last Summer gitárszólóját használta fel. Ulvaeus mintaszöveget is mellékelt a dalokhoz, hogy hangsúlyozza a dalok ritmikáját, melyek közül Rice néhányat beépített a végső változatba is, mivel „zavarba ejtően jónak” találta (a legismertebb példa: „One night in Bangkok makes a hard man humble”). A Heaven Help My Heart című dalt teljes egészében felvették az ABBA-tag Agnetha Fältskoggal is Every Good Man címmel, ám az eredeti dalszövegből semmit nem használtak fel.
Az albumon közreműködők
- Florence – Elaine Paige
- The American – Murray Head
- The Russian – Tommy Körberg
- Molokov – Denis Quilley
- Svetlana – Barbara Dickson
- The Arbiter – Björn Skifs

Az alkotók úgy döntöttek, hogy mielőtt színpadra állítanák a művet, nagylemezként kiadják, mely Rice két korábbi munkájánál, a Jézus Krisztus szupersztár és az Evita esetében sikeresnek bizonyult. A Sakk koncepcióalbumának felvételei 1983 novemberében kezdődtek. A felvételek többsége a stockholmi Polar Studiosban készült, csak a zenekari és a kórusfelvételek készültek Londonban, a Londoni Szimfonikus Zenekar előadásában. A billentyűkön maga Andersson játszott. A főszereplőket, akiket még egyszerűen az amerikainak és az orosznak hívtak, Murray Head és Tommy Körberg, Florence szerepét Elaine Paige, Szvetlánáét pedig Barbara Dickson énekelte. Molokov Denis Quilley, a bíró Björn Skifs volt. Az album hangmérnöke és -vágója Michael B. Tretow volt, aki minden addigi ABBA-albumon is segítette a zenekar tagjainak munkáját.
A kész dupla-LP világszerte 1984 őszén jelent meg. Az album kísérőfüzetében megjelent a musical cselekményének összefoglalója is. A The New York Times korabeli kritikája szerint a Sakk „egy nagyszabású projekt… grandiózus egyveleg, mely féltucat alapból táplálkozik, kezdve Gilberttől és Suvillantól Rogersig és Hammersteinig, az olasz opetáktól a modern szintetizátor alapú popig. Ráadásul mindez pazarul a Londoni Szimfonikus Zenekarhoz igazítva és zaftos elektronikus díszítéssel.” Világsikerként könyvelhették el a kislemezként megjelenő One Night in Bangkok című számot Murray Head előadásában, mely még a US Billboard Hot 100 listán is harmadik helyet ért el. Az I Know Him So Well duett Elaine Paige-től és Barbara Dicksontól négy hétig vezette a kislemezek eladási listáját Nagy-Britanniában, s ezért Ivor Novello-díjat is kapott („A” oldal). Később Whitney Houston és édesanyja Cissy is feldolgozták, és Whitney második albumán, a Whitneyn szerepelt. Barbra Streisand 1992-es Highlights from Just for the Record című albumán is megjelent.
Dalok listája
| Act I - "Merano" - "The Russian and Molokov" / "Where I Want to Be" — The Russian and Molokov / The Russian - "Opening Ceremony" - "Quartet (A Model of Decorum and Tranquility)" - "The American and Florence" / "Nobody's Side" - "Chess" — Orchestra - "Mountain Duet" — Florence and the Russian - "Florence Quits" — Florence - "Embassy Lament" - "Anthem" — The Russian | Act II - "Bangkok" / "One Night in Bangkok" — The American and Ensemble - "Heaven Help My Heart" — Florence - "Argument"- Florence and the Russian - "I Know Him So Well" — Florence and Svetlana - "The Deal (No Deal)" — Walter and Molokov - "Pity the Child" — The American - "Endgame" — The Russian, The American, Florence, Svetlana and Ensemble - "Epilogue: You and I" / "The Story of Chess" — Florence, The Russian, and Svetlana |

A Sakk koncertváltozatát 1984. október 27-én mutatta be az eredeti szereposztás a londoni Barbican Centre-ben, majd felléptek Hamburgban, Amszterdamban és Párizsban. Az utolsó előadás november 1-jén volt a stockholmi Berwaldhallenben. A One Night in Bangkok, Nobody’s Side, The Arbeiter, I Know Him So Well és Pity the Child című számokhoz 1985-ben videóklipet forgattak az eredeti lemez énekeseivel, David G. Hillier rendezésében. Mindet kiadták VHS-en Chess Moves (Sakklépések) összefoglaló néven.

## West End
| (angolul) "1956 – Budapest is rising! 1956 – Budapest is fighting! 1956 – Budapest is falling. 1956 – Budapest is dying… " | (magyarul)„’56-os ősz, Budapest ma felkel! ’56-os ősz, Budapest ma harcol! ’56-os ősz, Budapestnek vége. Halottainkat eltemetjük végleg… ” |
| – Endgame | |

Szereposztás
- Frederick Trumper – Murray Head
- Florence Vassy – Elaine Paige
- Anatoly Sergievsky (Anatolij Szergijevszkij) – Tommy Körberg
- Alexander Molokov (Alekszandr Molokov) – John Turner
- Walter de Courcey – Kevin Colson
- The Arbiter (a bíró) – Tom Jobe
- Svetlana Sergievsky (Szvetlána Szergijevszkij) – Siobhán McCarthy
- Merano polgármestere – Richard Mitchell
- TV-bemondó – Peter Karrie
- Köztisztviselők – Richard Lyndon, Paul Wilson

A Sakkot 1986. május 14. és 1989. április 8. között játszotta a Prince Edward Theatre Londonban. Az eredeti tervek szerint a musicalt Michael Bennett vitte volna színre, ám a szereplők kiválasztása, illetve a díszlet- és jelmezmegbízások lebonyolítása után egészségügyi okokra hivatkozva visszalépett. A feladatot Trevor Nunn rendező vette át, aki a tervezett időre bemutatásra alkalmassá tette a darabot, bár számottevő technikai nehézségek árán. Az album három főszereplője Elaine Paige, Tommy Körberg és Murray Head a színpadon is eljátszották szerepüket, míg Barbara Dickson visszautasította a felkérést és Szvetlána szerepét Siobhán McCarthy vette át.
Lynn Pecktal Set design című interjúkötetében Robin Wagner, a Sakk díszlettervezője azt nyilatkozta, hogy Bennett eredeti tervei egy multimédiás show-ról szóltak: bonyolult billenőpadlóval, televízió-képernyőkkel borított falakkal és egyéb technikai vívmányokkal. Nunn úgy vélte nem tudja Bennett vízióját megvalósítani, ezért saját realisztikus stílusához alakította az előadást, melyhez azonban felhasználta a mamutdíszlet alapjait. Ennek részét képezte három videofal, melyek William Hartston sakkmester kommentárjait és a BBC-hírolvasók bejelentkezéseit közvetítették.
A londoni változat egy költséges szuperprodukció volt, körülbelül 12 millió amerikai dollárba került. Kiegészítették a koncepcióalbum cselekményszövését, jelentős mennyiségű recitativo került a darabba, és számos West End-csillagot felvonultatott hároméves futási ideje alatt (köztük olyan neveket, mint Anthony Head, Grania Renihan, David Burt és Peter Karrie). A musical 1986-ban megkapta a Londoni Színikritikusok Díját a legjobb musicalnek járó kategóriában, valamint három Lurence Olivier-díjra jelölték a legjobb musical, a legjobb színész (Tommy Körberg) és legjobb színésznő (Elaine Page) kategóriákban. Ezek közül kettőben (legjobb musical és legjobb színész) Az Operaház Fantomja című Andrew Lloyd Webber-mű vitte el a Sakk elől a díjat.

### Cselekmény
Első felvonás
A darab elején a Nemzetközi Sakkszövetség elnöke (a bíró) és társai mesélik el a sakk történetét (The Story of Chess), majd a helyszín, Merano bemutatása következik. Az észak-olaszországi város szolgál a sakkvilágbajnokság helyszínéül. Amint e helyiek az eseményre készülnek, a hetyke amerikai címvédő Frederick Trumper érkezik meg a magyar születésű, de Nagy-Britanniában felnevelkedett menedzserével, Florence Vassyval (Vassy Flóra) (Merano). A hotelszobában Florence arra figyelmezteti Freddie-t, hogy ha folytatja rosszfiús viselkedését a sajtó ellene fog fordulni. A sajtókonferencián Freddie megtámad egy újságírót, aki Florence-szel való kapcsolatára kérdez rá (Commie Newspapers / Press Conference). Az orosz kihívója Anatolij Szergijevszkij és menedzsere, Alekszandr Molokov KGB-ügynök érdeklődve, de megvetéssel nézik végig a jelenetet a televízióban. Anatolij arról énekel, hogy került abba a helyzetbe, ahol most van (Anatoly and Molokov / Where I Want to Be).
A nyitóünnepségen az amerikai és szovjet diplomaták arra esküdöznek, hogy az ő sakkozójuk fog nyerni (US vs USSR [Diplomats]); a bíró az eljárásmód megtartásának szükségességét hangsúlyozza (The Arbiter’s Song, Hymn to Chess); míg a szponzorok jó üzletek után kutatnak (Merchandisers). A sakkjátszma közben Freddie abban a hiszemben, hogy az oroszok befolyásolják a játékot kiviharzik a teremből (Chess #1, The Arbiter – Reprise). A földre borult sakktáblát és -bábukat Florence, Anatolij, Molokov és a bíró szedik össze, miközben megegyeznek azon, hogy Freddie-nak és Anatolijnak találkoznia kell, hogy megbeszéljék a problémát (Quartet – A Model of Decorum and Tranquility, Florence & Molokov). Később mikor kiderül, hogy Freddie időközben megegyezett a televíziótársasággal, hogy nagyobb fizetést kapjanak tőlük, vita alakul ki közte és Florence között. Mikor Freddie vita közben szóba hozza Florence édesapját, akit valószínűleg az oroszok hurcoltak el az 1956-os budapesti forradalom idején, a nő megharagszik az amerikaira (The American and Florence/1956 – Budapest is Rising). Florence válasza: „senki sincs a más oldalán” (Nobody’s Side). A Merano hegyi fogadóban Florence és Anatolij várják az amerikai érkezését. A félelmeiket egymásnak megvalló Florence-t és Anatolijt a közben megérkező Freddie ölelkezve találja. Az amerikai bejelenti, hogy a meccs folytatódhat, és a televíziótársasággal mindkét versenyző fél részére fizetésemelésről döntöttek (Der Kleine Franz, Mountain Duet).
A következő sakkjátszma után (Chess #2), Florence elhagyja Freddie-t (Florence Quits / A Taste of Pity), miután az sanyarú gyermekkoráról énekel (Pity the Child). Freddie feladja a versenyt. Florence Anatolijjal a brit nagykövetségre megy, ahol az orosz menedékjogot kér (Embassy Lament). Florence azon töpreng, nem az-e a legjobb, ha az ember egy idegent szeret (Heaven Help My Heart). Walter de Courcey azonban saját terveinek megfelelően lefizeti a médiát, mely elkapja a párt a meranoi vasútállomáson (Anatoly and the Press). Anatolij himnuszában megénekli, hogy az orosz haza „itt dobog bennem, mint egy élő szív” (Anthem).
Második felvonás
Egy évvel később az orosznak Thaiföldön, Bangkokban kell címét megvédenie egy szovjet nagymesterrel szemben. Freddie már a helyszínen van, a helyiekkel énekel az éjszakai életről (The Golden Ballet / One Night in Bangkok), mielőtt felvenné játékközvetítői munkáját a televíziónál. Florence és Anatolij szeretők, aggódnak az amerikai jelenléte miatt, ám kiderül, hogy Anatolij felesége, Szvetlána is Bangkokba utazott (One More Opponent, You and I). Molokov eközben utánuk kémkedik, és új védencét, Viigandot készíti fel a világbajnoki cím megszerzésére (The Soviet Machine).
Walter ráveszi az amerikait, hogy elő adásban provokálja az oroszt, a feleségéről készült archív felvételekkel (The Interview). Molokov arra utasítja Szvetlánát, hogy vegye rá férjét, hogy veszítse el a meccset, míg Courcey arról informálja Florence-t, hogy édesapja még él, Oroszországban van, és ha Anatolij veszít elengedik. Egyik terv se működik, így Molokov és Courcey Freddie-t küldi, hogy meggyőzze a párt (The Deal). Florence és Szvetlána Anatolijhoz fűződő kapcsolataikról énekelnek (I Know Him So Well).
Freddie azonban inkább Florence szerelmét szeretné visszaszerezni. Titokban egy templomban találkozik Anatolijjal, akinek felfedi ellenfele egy taktikai hibáját (Talking Chess). A mindent eldöntő játékban Szergijevszkij győz, mivel rájön, hogy ez az egyetlen lehetősége, hogy még valamilyen sikert érjen el – Szvetlána azért bírálja, mert a tömeg üres dicséreteiben sütkérezik, Florence pedig hasonlóképp rója fel neki erkölcsi elképzeléseinek félresöprését (Endgame). Később Florence és az orosz arról beszélgetnek, hogy milyen ígéretesnek tűnt kapcsolatuk (You and I [Reprise]). Amikor Florence egyedül marad, Walter érkezik a hírrel, hogy Anatolij úgy döntött visszatér a Szovjetunióba, így Florence apját szabadon engedik, ha tényleg életben van. Florence összeomlik, és azt mondja Walternek, hogy a semmiért használja az emberek életét. Saját himnuszában Florence is felismeri, hogy a magyar haza „itt dobog bennem, mint egy élő szív” (Finale).

### Dalok listája
| Első felvonás - The Story of Chess - Merano - Commie Newspapers / Press Conference - Anatoly and Molokov / Where I Want to Be - US vs USSR (Diplomats) - The Arbiter's Song - Hymn to Chess - Merchandisers - Chess #1 - The Arbiter — Reprise - Quartet — A Model of Decorum and Tranquility - Florence & Molokov - The American and Florence/1956 — Budapest is Rising - Nobody's Side - Der Kleine Franz - Mountain Duet - Chess #2 - Florence Quits / A Taste of Pity - Pity the Child - Embassy Lament - Heaven Help My Heart - Anatoly and the Press - Anthem | Második felvonás - The Golden Ballet / One Night in Bangkok - One More Opponent - You and I - The Soviet Machine - The Interview - The Deal - I Know Him So Well - Talking Chess - Endgame - You and I (Reprise) - Finale |

### Fogadtatása
A londoni premier kritikái kedvezőnek voltak mondhatóak. A Variety szerint „a közelmúlt egyik legnagyobb West End-tömegjelenete” volt. A negatívabb kritikák szerint „túlontúl hosszú” illetve „komoly musicalként tetszelgő felszínes, valószínűtlen történet” volt (The Sunday Times). A The Guardian kritikusa azt írta, „egy musical pont annyira jó, amennyire a szövegkönyve, ezé pedig egy inkoherens zagyvalék.”
Megint más újságok lelkes kritikákat közöltek. A The Daily Telegraph kritikája szerint „jól csomagolt és látványos… kikényszeríti az elismerést.” A The Times újságírója úgy vélte „kiderült, hogy egy jó kis darab, mely megmutatja, hogyan alakulhat át egy megamusical-dinoszaurusz intelligens létformává”, míg a Todayé szerint „megkapóan szemet gyönyörködtető… szinte diadalmenet” volt. Michael Ratcliffe az Observer hasábjain azt írta, hogy „az operetti cselekmény, mely akár még Lehárt is megihlethette volna, lendületes, eklektikus és izgalmas musicalzenével került a színpadra”, Körberget pedig „az előadás vitathatatlan csillagának” nevezte. Sheridan Morley az International Herald Tribune-ban dicsérte a musical „megjegyzendően koherens drámaformáját… [valamint] intelligens és invenciózus színrevitelét.”

## Broadway
Minden vágyam visszaszáll
Oda, hol az édes hazám vár!
Zöld erdő, virágos rét,
S áll a régi-régi házam még.

Tudom egyszer visszatérek én,
Vissza még, vissza még,
Bujdosásom véget ér,
S itt vagyok újra
Szép hazámban én.
Nem csábít a messzeség!
Nem csábít a nagyvilág!
Elmúlt minden kísértésem már.

Tudom itthon vagyok
Végre már, végre már,
Bujdosásom véget ért,
S itt vagyok végre
Szép hazámban én.
Szereposztás
- Freddie – Philip Casnoff
- Florence (Flóra) – Judy Kuhn
- Anatoly (Anatolij) – David Carroll
- Molokov – Harry Goz
- Walter – Dennis Parlato
- Arbiter (bíró) – Paul Harman
- Svetlana (Szvetlána) – Marcia Mitzman
- Gregor Vassy (Vassy Gergely) – Neal Ben-Ari
- A fiatal Florence – Gina Gallagher
- Nikolai (Nikolaj) – Kurt Jones
- Joe, Harold (nagykövetségi tisztségviselők) – Richard Muenz, Eric Johnson
- Ben – Kip Niven

A londoni bemutató után az alkotók úgy döntöttek, hogy teljesen újragondolják a produkciót. Trevor Nunn kérte fel Richard Nelson drámaírót, hogy alakítsa át a művet úgy, hogy nagyobb szerepe legyen a szövegkönyvnek. Nunn új, fiatalabb színészeket is hozott az musicalbe, miután nem ajánlotta fel Paige-nek Florence szerepét a Broadway-változatban, hisz Nelson amerikaivá alakította azt (a magyar születést megtartva). Megváltozott a helyszín, a szereplők és a cselekmény számos eleme, bár az alaptörténet megmaradt. A magyar vonatkozásokat is jelentősen növelték. Ahogy Benny Andersson a Varietynek nyilatkozta: „e között és a londoni változat közötti legfőbb különbség az, hogy míg Londonban csak két-három percnyi prózai párbeszéd volt, itt, hogy néhány helyütt tisztázódjanak az események, az idő egy harmada párbeszéd.” Változások szükségessé tették a dalok új sorrendbe állítását, új dalok beépítését és számos dal elhagyását. Így a Broadway-előadás lemeze és az eredeti koncepcióalbum összehasonlításakor nagy mértékű különbségeket tapasztalhatunk. Robin Wagner teljesen új díszleteket tervezett, mely két mozgatható tornyot is tartalmazott, amelyeket az előadás ideje alatt folyamatosan tolosogattak, hogy moziszerű folytonosságot érjenek el.
Az első előzetes előadást 1988. április 11-én tartották, mely négy óra hosszáig tartott. A szünet a díszlet problémái miatt másfél órásra nyúlt. A premier április 28-án már csak három és egy negyed órás volt. Az egészséges bevételek ellenére a Broadway-produkciónak nem sikerült következetesen nagy közönséget színházba csábítania, így 17 előzetes és 68 rendes előadás előadás után, június 25-én bezárták.
Richard Corliss, a Time magazin kritikusa így emlékezett vissza: „és ott voltam akkor, a záróesten, és végig énekeltem és zokogtam az egészet.”
Összességében a hatmillió dolláros produkció a Variety tudósítása alapján „szerényen, de bevételt produkált, többnyire a színházi köröknek köszönhetően”, de június közepére ez a forrás kimerült. Az előadás bezárásának okait Gerald Schoenfeld társproducer fedte fel az USA Today 1988. június 21-i számában: „A musical körülbelül nyolcvan százalékos kapacitással futott, mely meglehetősen jónak mondható, de a közönség nagyjából fele félárú jegyet váltott. Ha a házat teljesen félárú jegyekkel töltöttük volna fel, beleroppantunk volna, és ebben az évszakban még nem láttam turistarohamot. A show 350 000$ heti bevételt kell elérjen, de az április 28-i nyitás óta csak pár hét tudta elérni ezt a minimum határt… Meg kellett gondolnunk, hogy mennyi bevételt várhatunk a darabtól a jövőben.”
A Broadway-előadás néhány jelentősebb díjjelölést is begyűjtött. A Drámakritikusok Díján öt jelölését szerzett: legjobb musicalszínész (David Carroll), legjobb musicalszínésznő (Judy Kuhn), legjobb musical-mellékszereplő (Harry Goz), legjobb zene (Andersson és Ulvaeus) valamint a legjobb világítás (David Hersey) kategóriákban. Carrollt és Kuhnt a Tony-díj hasonló kategóriáiban is jelölték. Ezek közül egy se vált díjra, ám Philip Casnoff 1988-ban megkapta a Theatre World Awardot a legjobb bemutatkozó alakításért. Az 1988-as Grammy-díj legjobb musicalalbum kategóriájában jelölték az előadás lemezét, de azt Stephen Sondheim Be a rengetegbe című műve kapta meg.
Később a musical kialakította a maga kultuszát és rajongói köreit, ám főleg az eredeti koncepcióalbum alapján (ahogy Frank Rich írta Hot Seat című könyvében: „a zene megtartotta a maga rajongóit”), míg Nelson szövegkönyve megvetés tárgyává vált mind a kritikusok, mind a rajongók körében, habár annak is megvannak a maga támogatói. Többször megkísérelték a szövegkönyvben észlelt hibák javítását. Mindenesetre még mindig számos amerikai előadáshoz használják Nelson munkáját szerződéses kikötéseknek köszönhetően, melyek a londoni változat egyesült államokbeli bemutatását tiltják, mely verzióról sokan vélik úgy, hogy az a musical népszerűségének kulcsa és forrása.
Tim Rice 2001-ben egy a San Francisco Chroniclesnek adott interjújában így vallott: „a Sakk, a mindenkori kedvencem, viszonylagos bukása [után], teljesen kiábrándultam a színházból. Lehet arrogánsnak hangzik, de a Sakk ugyanolyan jó, mint bármi más, amit eddig csináltam. Legfeljebb túl sok agymunkát követel az átlagembertől az, hogy követni tudják.”

### Cselekmény
A New York-i verzió más helyszíneken játszódik és teljesen új második felvonást kapott. Az egész előadás egy sakkvilágbajnokság és nem kettő. Az első felvonásban a játszmák első felére kerül sor Bangkokban, míg a második felvonás a döntővel foglalkozik Budapesten.
Első felvonás
Ez a változat egy nyitánnyal kezdődik (Prologue). Az 1956-os forradalom közepén egy apa meséli el lányának a sakk történettét, akit ezután külföldre menekítenek (The Story of Chess).
A sakkvilágbajnokságot 1979-ben Bangkokban tartják. A sajtókonferencián a pimasz amerikai kihívó, Freddie Tumper elnyeri a tömeg rokonszenvét (Press Conference); míg a jelenlegi orosz bajnok, Anatolij Szergijevszkij és menedzsere, Molokov érdeklődve, de megvetéssel nézik a televízióban (Where I Want to Be). Zavartalanul lezajlik a világbajnokság megnyitója (How Many Women, Merchandisers, US vs USSR), ám az első játszma során Freddie azzal vádolja meg Anatolijt, hogy külső segítséget kap a jughurtján keresztül, amit játék közben eszik (Chess). Magára hagyja menedzserét, Florence-t a bíróval és az oroszokkal folytatott vitájában (Quartet [A Model of Decorum and Tranquility]). A nő később leszidja, de a sakkozó ragaszkodik álláspontjához, miszerint Florence-nek, az ’56-os gyerekmenekültnek őt kellene támogatnia (You Want to Lose Your Only Friend?, Someone Else’s Story). Freddie az éjszakai életbe menekül (One Night in Bangkok).
A két nagymester kibékülésére tervezett találkozó meghiúsul és az orosz kettesben marad Florence-szel, kettejük között szerelem szövődik (Terrace Duet). Az előkeveredő amerikai kéz a kézben találja Anatolijt és menedzserét. Amikor megvádolja a nőt, hogy ellene szövetkezik, így válaszol: „Senki sincs a más oldalán!”, és otthagyja a férfit (Florence Quits, Nobody’s Side). Az összezavart Freddie a másnapi meccseken sorra veszít egy játszmát nyer öt ellenében; az orosznak már csak egyszer kell győznie, hogy megnyerje a világbajnokságot. Anatolij mindenkit meglep, amikor úgy dönt disszidál. Amikor a sajtó a hűségéről kérdezi himnuszában úgy válaszol: „[a haza] itt dobog bennem, mint egy élő szív”.
Második felvonás
Nyolc héttel később Budapesten várják a világbajnokság eredményét. A felvonást a bíró dala nyitja (The Arbiter). Florence mámorosan várja visszatértét szülővárosába, ám elcsüggeszti a tény, hogy nem emlékszik sem a helyre, sem arra mi történt apjával 1956-ban (Hungarian Folk Song, Heaven Help My Heart). Molokov felajánlja segítségét apjának felkutatásában. A történet a politikai intrikák felé fordul: az oroszok próbálják visszaszerezni Anatolijt, Szvetlána, az orosz elidegenedett felesége Budapestre repül, hogy nyomást gyakoroljon rá. A sakkozók a döntőre készülnek (No Contest). Anatolij kapcsolatai közt őrlődik, melyet feleségének vall meg (You and I). A stressztől Anataolij egyre rosszabbul játszik, így Freddie egyenlíteni tud. Anatolij, Szvetlána és Molokov egy hetet kérne Freddie-től, mely kérést Florence adja át. Ő és Szvetlána Anatolijhoz fűzött érzéseikről énekelnek (I Know Him So Well). Az amerikait interjú közben keresi fel Florence, de az visszautasítja a kérést, majd megtörve gyermekkoráról mesél (Pity the Child). Molokov elviszi Florence-t egy férfihez, akiről azt feltételezik, hogy az édesapja (Lullaby [Apukád erős kezén]). A szabadon engedéséért cserébe vissza kell térnie Anatolijnak a Szovjetunióba.
A végső játszma alatt az orosz úgy érzi nem hagyhatja hogy igaz szerelmét, Florence-t elválasszák apjától, s úgy dönt visszatér hazájába, a játékban pedig taktikai hibát vét. Az amerikai ezt egyből kihasználja, és megnyeri a bajnokságot (Endgame). Anatolij megtörve tér vissza Moszkvába, a reptéren könnyes búcsút vesz Florence-től (You and I [Reprise]). Florence apjára vár, hogy visszatérhessen Amerikába, ám csak Walter érkezik. Elmondja, hogy az idős úr nem az apja volt, édesapja valószínűleg halott. Helyette Anatolijért cserébe egy elfogott CIA-ügynököt engednek el a szovjetek. Ahogy a függöny lezárul az Egyesült Államok által cserbenhagyott Florence, aki elvesztette szerelmét és sosem volt apját, így énekel: „[a haza] itt dobog bennem, mint egy élő szív” (Anthem [Reprise]).

### Dalok listája
| Első felvonás - Prologue - The Story of Chess - Press Conference - Where I Want to Be - How Many Women - Merchandisers - US vs USSR - Chess Hymn - Chess - Quartet (A Model of Decorum and Tranquility) - You Want to Lose Your Only Friend? - Someone Else's Story - One Night in Bangkok - Terrace Duet - Florence Quits - Nobody's Side - Anthem | Második felvonás - The Arbiter - Hungarian Folk Song - Heaven Help My Heart - No Contest - You and I - A Whole New Board Game - Let's Work Together - I Know Him So Well - Pity the Child - Lullaby (Apukád erős kezén) - Endgame - You and I (Reprise) - Anthem (Reprise) |

1. 1 2 3 4 5 6 7 8 9  A dal bár szerepelt a Broadway-előadásban, nem került rá az előadás dalait tartalmazó albumra
2. ↑  A dal bár szerepel az előadás dalait tartalmazó lemezen, magából az előadásból kimaradt, így a hozzá tartozó jogvédett szövegkönyvben sem szerepel.

### Fogadtatása
Sok kritikustól kapott negatív visszhangot az előadás. Frank Rich a The New York Times újságírója is így írt: „ez az előadás futóhomokszerű színházi tömörséggel bír”, valamint „egy sor vehemens hiszti, [ahol] a szereplők… rockzenére ordítoznak egymásra.” A New York Daily News kritikusa, Howard Kissel arra panaszkodott, hogy „a show-t bántóan túlhangosították”, és „egyik szerelmi történet sem megható.” A Newsweek egyenesen a „Broadway szörnyé”-nek nevezte, valamint álláspontja szerint a „Sakk beképzeltségtől duzzadó jeleneteinek és dalainak könyörtelen sorával a közönséget kínozza.”
Néhány kritika azonban a musical mellett állt ki. William A. Henry III különösen pozitív véleménnyel írt róla a Time-ban: „Tiszta történetmesélés, Nunn moziszerű rendezése, három fantasztikus és összetett főszerep, melyeket utánozhatatlan színészek játszanak és a legjobb rockzene, amit valaha a színház világában szereztek. Ez egy lobbanékony, nehéz, igényes és megnézésre érdemes darab, mely kitolta a műfaj határait.” Hasonló gondolatokat fogalmazott meg William K. Gale is a Providence Journaltől: „Az előadás története egy erős, csodálatosan ódivatú történet, mely még mindig keserédes, nyers világnézetet nyújt… érdekfeszítő, mozgalmas produkció… ötletességgel és szenvedéllyel keverve.”
Richard Christiansen a Chicago Tribune-ben arról írt, hogy a „Sakk egy új stratégia új útján bukdácsol”, ám kritikáját így zárta le: „A közönség elfelejti azoknak a daraboknak a hibáit, melyek megérintik zenéjükkel. A Sakk pedig, legyen bár néha esetlen és eltúlzott a maga több mint háromórás hosszával, megadja nekik az érzést.” A The San Diego Union-Tribune kritikusa Welton Jones a Sakkról így szólt: „évek óta a leggazdagabb és legizgalmasabb zenével bír, amit a Broadwayen hallhattunk… Sajnos a zenét túlterhelte a túlírt szövegkönyv és a túlságosan élettelen rendezés… Az igazat megvallva azt a zenét értékelni kell, és elválasztva kezeleni a megkérdőjelezhető szövegkönyvtől és előadástól.”
Minden kritikus dicsérte a három főszereplőt (Judy Kuhn, David Carroll és Philip Casnoff). Játékuk „ragyogó és gáláns” (Newsweek), „énekük erőteljes” (The New York Times) volt, mindannyian „emlékezetesen jók” (New York Post) voltak – különösen Kuhn, akit a Variety „az előadás legkellemesebb része”-ként jellemzett.
Benny Andersson a negatív Broadway-kritikákról így nyilatkozott a Variety 1988. május 4-i számában: „Tényleg nem tudom, miért nem szeretik… Az a tény, hogy a közönség ezeddig mindig mindenkinek felállt és éljenzett a darab végén. Úgy tűnt, érzelmileg is azonosulni tudtak a történettel és tényleg kedvelik.”

## Út a hivatalos változatig
A Sakk 1990-ig próbált modern maradni: a cselekményt és annak idejét hozzáalakították a valósághoz, 1990-ben pedig még a hidegháború végét is beépítették a darabba. A Szovjetunió bukásával azonban ezek a törekvések megszűntek, a Sakk „történelmi musicallé” vált: Tim Rice egy 1990-es rövid ideig futó off-Broadway-előadás számára írt változatában egészen 1972-re datálta vissza a történetet. A következő tizennyolc évben a Sakk csak néhány mind Londontól, mind Broadwaytől kölcsönző előadást élt meg, míg 2008-ban a Royal Albert Hallból indult ismét útjára.

### London és Broadway házassága (1988–1990)
Pár hónappal a Broadway-produkció bezárása után, 1989 januárjában az eredeti szereposztás jótékonysági koncert keretében adta elő a darabot a Carnegie Hallban. Az év szeptemberében az 1989-es sakkvilágbajnokságon a svédországi Skellefteåban Judy Kuhn a West End-változat főszereplőivel, Körberggel és Headdel lét koncertet is tartottak a musical dalaiból.
A Sakk félsikernek számított egy népszerű albumváltozattal és egy kritikailag lejáratott szövegkönyvvel a háta mögött. Így ideális táptalajnak számított azoknak, akik „ki akarták javítani a hibáit”, tehát újabb és újabb változatokat akartak létrehozni. Mindez a történelmi körülmények ellenére, hisz a Szovjetunió hamarosan összeomlott, mivel a producerek megtalálták a történet időtlen voltát. Az első jelentősebb visszatérési kísérlet egy 1990 januárja és júliusa között tartott amerikai turné volt, ahol Carolee Carmello, John Herrera és Stephen Bogardus játszották a főszerepeket, a színrevitelélt pedig Des McAnuff volt a felelős, aki az utolsó pillanatban vette át a feladatot Trevor Nunntól. Robert Nunn drámaíró, aki McAnuff-fal dolgozott, visszaállította a dalok eredeti sorrendjét, és törölte a Broadway-változat számára írt dalokat, a szövegkönyvet pedig négy hét alatt írta át (mivel Nelson könyvét meg kellett tartaniuk). Bár a turné nem volt kitörő siker, szerzett néhány elismerő kritikát. Nagy-Britanniában Rebecca Storm főszereplésével tartottak turnét a londoni verzió alapján.
Még 1990-ben Chicago közelében, az illinoisi Lincolnshire Marriott Theatre-jében mutatták be a Sakkot. A rendező David H. Bell, a főszereplők Susie McMonagle, David Studwell és Kim Strauss. Ez a bemutató Nelson könyvének egy másik átdolgozását használta. Ezt a rendezést Sacramentóban és Atlantában is bemutatták.

### A sydney-i verzió
1968 – Prague and Mr. Dubček
Szereposztás
- Freddie – David McLeod
- Florence – Jodie Gillies
- Anatoly (Anatolij) – Robbie Krupski
- Molokov – John Wood
- Walter – David Whitney
- Arbiter (bíró) – Laurence Clifford
- Svetlana (Szvetlána) – Maria Mercedes

A musical ausztráliai bemutatójára 1991 júliusában az MLC Centre sydney-i Theatre Royal színházában került sor. A darab előkészületei Tim Rice vezetésével folytak, aki mindkét eredeti változatából használt elemeket, sőt a Broadway-előadás megvalósulatlan ötleteiből is. Az előadást Jim Sharman rendezhette. Felvétel erről az előadásról nem készült.
A sydney-i változatban a cselekmény tovább egyszerűsödött: mindkét felvonás egy sakkvilágbajnokság alatt játszódott egyetlen városban Bangkokban, sőt a cselekmény nagy része egy nemzetközi hotelben kapott helyet. A időpont az 1980-as évek vége. Flornce nemzetiségét magyarról csehre változtatták, így minden 1956-os utalást 1968-ra módosítottak. (Ennek részként a darab „Budapest is rising” és hasonló sorait is átírták „Prague and Mr. Dubček”-re.) A londoni változathoz hasonlóan Anatolij disszidál, ám a darab végén, miután megnyerte a bajnokságot a Szovjetunióba tér vissza, mellyel meghagyja Florence-nek a lehetőséget, hogy viszontláthassa édesapját.
Több dalt számottevően kibővítettek ehhez a változathoz, így a One Night in Bangkok (mely az előadás tetőpontja körül hangzott el), a Heaven Help My Heart (első felvonás fináléja), az Anthem, a Someone Else’s Story (Szvetlána előadásában új szöveggel a második felvonásban), a The Soviet Machine és a The Deal című számokat. A darab kritikai és közönségsiker lett. 1997-ben Melbourne-ben mutatkozott be a Sakk, ahol Florence szerepét Barbara Dickson (az eredeti Szvetlána) játszotta, valamint feltűnt még Derek Metzger és Daryl Braithwaite.

### Magyarországi ősbemutató
’56-os ősz, Budapest már lázad!
Fiatal és ősz, vérrel fizet árat! […]
’56-os ősz, forradalmi gyertyák!
Lobogjanak még, amíg szemünk ellát!
Arizona Színház
- Fred - Mikó István, Makrai Pál
- Anatolij - Kaszás Attila, Forgács Péter
- Florence - Malek Andrea, Kováts Adél
- Bíró - Földes Johnny, Csuha Lajos
- Szvetlána - Détár Enikő, Keresztes Ildikó
- Walter - Incze József
- Molokov - Szombathy Gyula

Rock Színház
- Fred - Makrai Pál, Csengeri Attila
- Anatolij - Csengeri Attila, Forgács Péter
- Florence - Détár Enikő, Nagy Anikó
- Bíró - Csuha Lajos, Balogh Bodor Attila
- Szvetlána - Ullmann Zsuzsa, Papadimitriu Athina, Sz. Nagy Ildikó
- Walter - Fekete Zoltán
- Molokov - G. Szabó Sándor

Magyarországon a rendszerváltás után nyílt lehetőség a darab bemutatására. Az Ausztriából vendégként hazatérő Ferkai Tamás fogta össze az Arizona Színház és a Rock Színház szereplőgárdáit. A kész előadást az Arizona (Thália) Színház színpadán mutatták be 1992. május 31-én Romhányi Ágnes fordításában, László Péter koreográfiájával, Götz Béla díszletei közt, Horváth Kata jelmezeivel. Három évvel később, 1995-ben a darab felújítása a Rock Színház ideiglenes Sátorszínházába költözött.
A darab a sokkal több magyar vonatkozással bíró Broadway-verzió helyett a sikeresebb West End-i változatot követte cselekményében, de még az amerikai előadás sikerdalait sem vette át, mint ahogy azt a többi egyidejű bemutatók tették világszerte.

#### Dalok listája
Első felvonás
- A sakk története
- Merano
- Lapszemle
- Sajtókonferencia
- Anatolij és Molokov
- Kit álma űz
- Diplomaták
- A bíró 1.
- A szponzorok
- A bíró 2.
- A sakk himnusza
- Sakk 1.
- A bíró 3.
- Kvartett
- Florence és Molokov
- Az amerikai és Florence / Budapest, 1956
- Senki sincs a más oldalán
- Der kleine Franz
- Hegyi duett
- Sakk 2. / Eredményhirdetés
- A nagykövetségen
- Isten, óvd szívem!
- Himnusz

Második felvonás
- Bangkok
- Egy éjszaka Bangkokban
- Még egy ellenfél / Te és én
- A szovjet gépezet
- Az interjú
- Az alku
- Jól ismerem őt
- A templomban
- Szegény kis srác panaszai
- Végjáték
- Sakk 3.
- Magamban hordalak
- Finálé

### A hidegháború utáni fontosabb változatok (1994–2007)
A következő előadásokról (egyben változatokról) készült hang- vagy videófelvétel a hivatalos 2008-as változat előadásáig:
Chess in Concert, 1994
1994-ben a svédországi Göteborgban nem dramatizálva, koncertként adták elő a Sakkot. A dalok és dalszövegek nagyjából a koncepcióalbummal voltak megfeleltethetőek, ám előadták a Someone Else’s Storyt is a Broadway-változatból és a The Soviet Machine-t is a West End-változatból. Az előadók közt volt Anders Glenmark (Freddie), Karin Glenmark (Florence) és Tommy Körberg (Anatolij).
Hollywood, 1995
A Hudson Theatre, Hollywoodban, Los Angelesben 1995-ben mutatta be a darabot. Az előadás jelentőségét az adja, hogy a két főszereplő, Marcia Mitzman (Florence, a Broadway Szvetlánája) és Sean Smith (Anatolij), Ovatoin Awardban és a Los Angeles-i Színikritikusok Díjában részesültek alakításukért.
Dánia, 2001
Craig Revel Horwood rendezésében indult útjára 2001 végén a dániai Sakk-turné. A turné hanganyagát kétlemezes változatban adták ki. Az előadás a londoni változatot követte a Someone Else’s Story beillesztésével a második felvonásba (Szvetlána előadásában). Az album első kiadása a londoni változat teljes anyagát tartalmazta, míg a későbbi kiadások a koncepcióalbumhoz álltak közelebb. Fredericket Zubin Varla, Anatolijt Stig Rossen, Florence-t Emma Kershaw, a bírót Michael Cormick játszotta.
Chess På Svenska, 2002
A zeneszerzők vezénylete alatt mutatták be 2002-ben Chess På Svenska címmel Stockholmban a Sakkot. A musical teljesen svéd nyelven akkor mutatkozott be először. A fordítást Björn Ulvaeus, Lars Rudolffson és Jan Mark végezték. Céljuk a visszatérés volt a gyökerekhez, és a politikai intrikák kigyomlálása a darabból. Végül a stockholmi produkció is jelentősen elütött a korábbi változatoktól, mely többnyire a koncepcióalbumon alapult, de teljesen új dalokat is tartalmazott (Han är en man, han är ett barn [Ő egy férfi, ő egy gyermek], Szvetlána dala és Glöm mig om du kan [Felejts el, ha tudsz], Molokov dala). A főszereplők közt megjelent Helen Sjöholm (Florence), Tommy Körberg (Anatolij) és Anders Ekborg (Freddie). Az előadást az egyik svéd televíziótársaság rögzítette, és megjelentette DVD-n (svéd nyelven, felirat nélkül).
A produkciót nyolc Guldmaskenre jelölték (svéd nemzeti színházi díj), melyből hatot nyert meg. Ezek között szerepelt a legjobb musicalszínésznőnek (Helen Sjöholm), a legjobb musicalszínésznek (Tommy Körberg) és a legjobb díszlettervezőnek (Robin Wagner) járó díj. Az előadás hanganyagát tartalmazó CD a svéd toplista második helyét is elérte.
Actors’ Fund of America-koncert, 2003
A broadwayi New Amsterdam Theaterben mutatták be 2003. szeptember 22-én a musical újabb koncertváltozatát. A koncert mind a londoni, mind a New York-i előadásból kölcsönzött, ám díszlet- és jelmezváltás nélkül mutatták be, a zenekarral a színpadon. A Peter Flynn rendezte produkcióról hang- és videófelvétel is készült, ám kereskedelmi forgalomba nem került. A koreográfus Christopher Gattelli, a zenei vezető és karmester Seth Rudetsky volt. Anatolijt Josh Groban, Florence-t Julia Murney, Freddie-t Adam Pascal, a bírót Raúl Esparza, Szvetlánát Sutton Foster, Molokovot Norm Lewis énekelte. A két férfi főszereplő a 2008-as londoni koncerten is eljátszotta szerepét.
Los Angeles-i koncert, 2007
2007. szeptember 17-én szintén koncertváltozatban mutatták be a Sakkot a Los Angeles-i Ford Amphitheatre-ban. Itt is vegyítették a West End-i és New York-i produkciókat. A szereplők közt volt Susan Egan (Szvetlána), Kevin Earley (Anatolij), Ty Taylor (Freddie), Cindy Robinson (Florence), Thomas Griffith (Molokov), Tom Schmidt (Walter) és Matthew Morrison (bíró). A színpadon helyezkedtek el a színészek, a kórus és a 27 tagú zenekar. A rendező Brian Michael Purcell, a koreográfus A. C. Ciulla, a zenei vezető Dan Redfeld volt. A bevétel egy részét a Broadway Cares/Equity Fights AIDS alapítvány kapta meg.

## A hivatalos változat: Royal Albert Hall
Az utóbbi években egyre eltökéltebb lettem, hogy legyen egy olyan angol nyelvű Chess-változat, amelyet örömmel ajánlhatok tovább producereknek és rendezőknek a jövőben. Ha bárki szeretné tudni, hogy melyik változatot támogatom, akkor a válaszom a Royal Albert Hallban bemutatott előadás.
Royal Albert Hall
- Anatoly Sergievsky (Anatolij Szergejevszkij) – Josh Groban
- Florence Vassy – Idina Menzel
- Frederick Trumper – Adam Pascal
- Alexander Molokov (Alekszandr Molokov) – David Bedella
- Svetlana Sergievsky (Szvetlána Szergejevszkij) – Kerry Ellis
- Walter de Courcy – Clarke Peters
- The Arbiter (a Bíró) – Marti Pellow

PS Produkció Margitszigeti Színház, Pesti Magyar Színház
- Anatolij Szergejevszkij – Egyházi Géza, Bot Gábor
- Florence Vassy – Sári Éva
- Frederick Trumper – Szemenyei János, Csordás Levente
- Alekszandr Molokov – Gábor Géza, Csórics Balázs, Molnár Erik
- Szvetlána Szergejevszkij – Kecskés Tímea, Koós Réka
- Bíró – Kiss Ernő Zsolt, Bot Gábor
- Walter de Courcy – Pavletits Béla
- Leonyid Viigand – Varga Viktor, Jenei Gábor, Mihálka György
- Polgármester – Sándor Dávid, Baksa András[17]

- Karmester– Köteles Géza, Balassa Krisztián
- Közreműködött a Jazz and More Kórus

2008. május 12-én és 13-án a Warner Bros. Records gondozásában, a Londoni Filharmonikus Zenekar közreműködésével mutatták be a Sakkot a Royal Albert Hallban. Az előadásokról felvétel is készült, mely Chess in Concert (Sakk-koncert) címmel megjelent dupla CD-n és DVD-n, valamint az amerikai PBS csatorna is műsorára tűzte 2009 júniusában. Nagy-Britanniában és Írországban számos filmszínház is műsorára tűzte 2009. szeptember 5–10-én a körülbelül 160 perces filmet. Tim Rice állítása szerint a koncert programját tekinti a „hivatalos változatnak”, mivel a korábbi bemutatók meglehetősen szabadon kombinálták a cselekményt és a dalokat. Anatolijt Josh Groban, Florence-t Idina Menzel, Freddie-t Adam Pascal, Waltert Clarke Peters, a bírót Marti Pellow, Szvetlánát Kerry Ellis, Molokovot pedig David Bedella alakította. Az Embassy Lament köztisztviselőit a Cantabile együttes játszotta. A cselekmény nagyrészt a londoni cselekményt követte, de számos elemet átvett a Broadway-változatból is (például a Prologue és a Someone Else’s Story). Walter szerepét lecsökkentették, a koncertváltozatból nem derült ki egyértelműen, hogy CIA-ügynök, mely a West End-változat lényeges eleme volt.
A CD-k néhány sor dialóguson kívül (melyek azonban a DVD-kiadáson szerepelnek) a koncert teljes anyagát tartalmazzák. Néhány dal címét megváltoztatták, néhány sorrendjét pedig felcserélték (így a Florence and Molokov és a The American and Florence esetében). A DVD-n szerepel Tim Rice nyitóbeszéde, melyben bemutatja a színészeket is, míg ez nincs a CD-n.
Ennek a változatnak a szabadtéri világpremierjét 2010. augusztus 6-án tartotta a PS Produkció a Margitszigeti Szabadtéri Színpadon Kentaur díszlet- és jelmezterveivel, Egyházi Géza (Anatolij), Sári Évi (Florence) és Szemenyei János (Freddie) főszereplésével, Cornelius Baltus rendezésében, Karen Bruce koreográfiájával. Néhány dalt kihúztak, illetve megrövidítettek az előadáshoz. Az előadáshoz ismételten Romhányi Ágnes fordítását használták fel. Az év októberétől az előadás a Pesti Magyar Színházban évente pár alkalommal látható. 2014. március 27-én ugyanez a produkció mutatkozott be a Bálnában.
A nagy-britanniai turné 2010. augusztus 27-én indul a newcastle-i Theatre Royalból, Craig Revel-Horwood rendezésében. Egy huszonöt fős szereplőgárda fog énekelni, színészkedni és a zenét játszani. A produkció szeptember 11-ig marad Newcastle-ben, október 5. és 9. között a aberdeeni His Majesty’s Theatre-ben lesz látható, november 16. és 20. között a nottinghami Mayflower Theatre-be költözik, végül november 30. és december 4. között a norwichi Theatre Royalban zárul a turné.

### Dalok listája
| Első felvonás - Prologue — Orchestra - The Story of Chess — The Arbiter and Ensemble - Merano — Mayor, Ensemble, and Chorus - What a scene, what a joy! — Freddie and Florence - Merano (Reprise) — Ensemble and Chorus - Commie Newspapers — Freddie and Florence - Press Conference — Freddie, Florence, and Reporters - The Russian and Molokov — Molokov and Anatoly - Where I Want to Be — Anatoly and Ensemble - Difficult and Dangerous Times — Florence, Molokov, Walter, and Ensemble - The Arbiter — The Arbiter and Chorus - Hymn to Chess — Ensemble and Chorus - The Merchandisers — Ensemble and Chorus - Chess Game #1 — Orchestra - The Arbiter (Reprise) — The Arbiter and Chorus - Quartet (A Model of Decorum and Tranquility) — Molokov, Florence, The Arbiter, and Anatoly - Molokov and Florence — Molokov and Florence - Florence and the American — Florence and Freddie - 1956 — Budapest is rising — Ensemble, Freddie and Florence - Nobody's Side — Florence and Ensemble - Mountain Duet — Florence, Anatoly, and Freddie - Chess Game #2 — Orchestra - Florence Quits — Freddie and Florence - Pity the Child #1 — Freddie - Embassy Lament — Civil Servants - Heaven Help My Heart — Florence - Anatoly and the Press — Anatoly and Reporters - Anthem — Anatoly, Ensemble, and Chorus | Második felvonás - Golden Bangkok Ballet — Orchestra - One Night in Bangkok — Freddie and Ensemble - One More Opponent / You and I — Anatoly and Florence - The Soviet Machine — Molokov and Ensemble - The Interview — Walter, Freddie, and Anatoly - Someone Else's Story — Svetlana - The Deal (No Deal) — The Arbiter, Molokov, Svetlana, Walter, Florence, Freddie, Anatoly, and Ensemble - Pity the Child #2 — Freddie - I Know Him So Well — Florence and Svetlana - Talking Chess — Anatoly and Freddie - Endgame (Part 1) — Chorus - Endgame (Part 2) — Molokov, Freddie, Florence, and Ensemble - Endgame (Part 3) — Anatoly, Svetlana, Florence, and Ensemble - You and I (Reprise) — Florence and Anatoly - Walter and Florence — Walter and Florence - Anthem (Reprise) — Florence, Anatoly, and Company |

## Fordítás
- Ez a szócikk részben vagy egészben  a   Chess (musical) című angol Wikipédia-szócikk ezen változatának fordításán alapul.  Az eredeti cikk szerkesztőit annak laptörténete sorolja fel. Ez a jelzés csupán a megfogalmazás eredetét és a szerzői jogokat jelzi, nem szolgál a cikkben szereplő információk forrásmegjelöléseként.